# Franz Landsberger
Franz Landsberger (geboren 14. Juni 1883 in Kattowitz; gestorben 17. März 1964 in Cincinnati, Ohio) war ein deutsch-US-amerikanischer Kunsthistoriker.

## Leben
Der Vater, Adolf Landsberger, war Bankier und Stadtrat im oberschlesischen Kattowitz. Franz Landsberger legte 1903 am Maria-Magdalenen-Gymnasium in Breslau seine Reifeprüfung ab (zusammen mit dem späteren Historiker Richard Koebner) und studierte anschließend Kunstgeschichte, Philosophie und Literaturwissenschaft an den Universitäten Berlin, Genf, München und Breslau, wo er auch 1907 promoviert wurde. Nach längerem Aufenthalt in Italien sowie Reisen durch Deutschland, England und Frankreich und nach weiteren Studien bei Heinrich Wölfflin in Berlin habilitierte sich Landsberger 1912 in Breslau. 1910 heiratete er. Aus dieser Ehe ging eine Tochter hervor. Nach der Habilitation lehrte Landsberger bis 1933 als außerordentlicher Professor an der Universität Breslau. In dieser Zeit erschienen viele seiner deutschsprachigen Werke, die erkennen lassen, dass er auf fast allen Gebieten der Kunst gearbeitet hat. Frühe Veröffentlichungen waren Wilhelm Tischbein (1908), der St. Galler Folchart-Psalter (1912), Impressionismus und Expressionismus, 1921 bereits in der 6. Auflage erschienen, und Vom Wesen der Plastik (1924). Nachdem ihm von den Nationalsozialisten die venia legendi entzogen worden war, übernahm er 1935 die Leitung des Jüdischen Museums in Berlin. Besonders verbunden war Landsberger mit Max Liebermann, den er 1936 bereits mit der ersten Gedächtnisausstellung geehrt hatte. Neben dem Katalog für diese Ausstellung gab er 1937 auch eine Auswahl von Briefen Liebermanns heraus. Als Leiter des Jüdischen Museums wurde er 1938 in das Konzentrationslager Sachsenhausen gebracht, konnte aber nach einigen Wochen nach Oxford ausreisen, da er von der dortigen Universität eine Einladung erhalten hatte. 1939 folgte die Berufung an das Hebrew Union College in Cincinnati. Der Erforschung der jüdischen Kunst widmete er fortan seine ganze Arbeitskraft. Mit seinem Buch History of Jewish Art, das 1946 erschien, und mit weiteren Fachbeiträgen zu diesem Themenkreis wurde er zur anerkannten Autorität auf diesem Gebiet. Nach dem Tod seiner ersten Ehefrau schloss er dort 1946 eine zweite Ehe.
Freundschaftlich verbunden war Landsberger mit dem Rabbiner Leo Baeck, dem Schriftsteller Emil Ludwig, der Schriftstellerin Mechtilde Lichnowsky und bis in seine letzten Lebensjahre auch mit dem aus Schlesien stammenden jüdischen Maler Ludwig Meidner.